# Medjon Hoxha
Medjon Hoxha (sinh 27 tháng 7 năm 1999) là một cầu thủ bóng đá Bỉ thi đấu ở vị trí tiền vệ cho câu lạc bộ K.V. Kortrijk ở Belgian First Division A.

## Sự nghiệp chuyên nghiệp
Là một sản phẩm trẻ của K.V. Kortrijk kể từ 2004, Hoxha ký hợp đồng chuyên nghiệp đầu tiên từ ngày 7 tháng 4 năm 2017. Hoxha ra mắt chuyên nghiệp cho Kortrijk trong trận thua 3-0 tại playoff Belgian First Division A K.S.V. Roeselare ngày 6 tháng 5 năm 2017.

## Cuộc sống cá nhân
Sinh ra ở Bỉ, Hoxha là người gốc Kosovo.